# IC 1954
IC 1954 est une galaxie spirale barrée située dans la constellation de l'Horloge. Sa vitesse par rapport au fond diffus cosmologique est de 1 001 ± 5 km/s, ce qui correspond à une distance de Hubble de 14,8 ± 1,0 Mpc (∼48,3 millions d'al). Elle a été découverte par l'astronome écossais Robert Innes en 1898.
La classe de luminosité de IC 1954 est II et elle présente une large raie HI. Elle est également une galaxie faiblement brillante dans le domaine des rayons X.
À ce jour, plus d'une vingtaine de mesures non basées sur le décalage vers le rouge (redshift) donnent une distance de 14,691 ± 2,326 Mpc (∼47,9 millions d'al), ce qui est à l'intérieur des valeurs de la distance de Hubble.

## Groupe d'IC 1954
IC 1954 est la galaxie la plus brillante d'un groupe de galaxies brillantes dans le domaine des rayons X qui porte son nom. Le groupe de IC 1954 comprend au moins six galaxies brillantes dans le domaine des rayons X. Les autres galaxies du groupe sont NGC 1311, IC 1933, ESO 200-G045, NGC 1249 et IC 1959.